# Diamond Head (heavy metal)
|  | Per a altres significats, vegeu «Diamond Head». |

Diamond Head és una banda anglesa de heavy metal fundada a Stourbridge, Anglaterra l'any 1976. Es van convertir en una de les formacions més destacades de la New Wave of British Heavy Metal, junt amb Iron Maiden i Judas Priest. Són sempre actius (2019).

## Història
Brian Tatler (guitarrista) i Duncan Scott (bateria) van començar el seu projecte musical a Stourbridge, el 1976. Brian tenia un pòster d'un àlbum de Phil Manzanera anomenat Diamond Head, i va pensar que seria un bon nom per a la seua banda. Per materialitzar el seu projecte, necessitaven un cantant i un baixista, que serien Sean Harris i Colin Kimberley, respectivament.
El seu primer treball, el 1978 era un demo que el grup va realitzar en un estudi i va enviar al productor Geoff Barton, que, impressionat per la música, va concertar una entrevista amb la banda. A començament de l'any 1980, la banda va formar «Diamond Head Music», mitjà que va servir per finançar el seu propi material musical, i va arribar la producció de seu primer single «Shoot Out The Lights"/ (cara B «Helpess"). Tot seguit van llançar el seu primer àlbum, Lightning To The Nations. L'àlbum contenia 7 temes, incloent els clàssics «Am I Evil?», «The Prince» i «Sucking My Love». El següent senzill de la banda es va cridar «Sweet and Innocent», amb temes que ja apareixien en Lightning To The Nations, i que incloïa un nou títol a la cara reversa: «Streets of Gold». A continuació van publicar The Diamond Lights 12, un Ep amb temes ja coneguts com a «It's Electric» i uns altres tres nous, «We Won't Be Back», «The Diamond Light» i «I Don't Got».
Després, el 1981, la banda va firmar amb el segell Mca, sota els auspicis del qual es va llançar l'Ep Four Cuts que contenia temes com «Call Me, Trick or Treat», «Dead Reckoning» i una nova versió de «Shoot Out The Lights». Més tard arriba un nou single, «In The Heat of The Night», poc abans de ser publicat el seu segon àlbum, Borrowed Time al setembre de 1982. Per promoure'l, la banda va realitzar una gira per Birmingham, Mánchester i Londres entre octubre i novembre 1982.
1983 és un any de gran activitat i canvis per al grup. No solament va obrir el Monsters of Rock festival a l'estiu de 1983, sinó que va coronar una gira europea al costat de Black Sabbath en setembre. Poc temps després, el teclista Josh Phillips-Gorse era inclòs a la banda. L'octubre d'aquell any els Diamond realitzaven una altra gira a Odeon per promoure seu tercer Lp, Canterbury, durant l'enregistrament del qual Duncan Scott i Colin Kimberley van abandonar la formació. Colin Kimberley va ser substituït al baix per Merv Goldsworthy, que més endavant va formar part de Fm. Robbie France va reemplaçar el membre fundador Duncan Scott a la bateria. Potser va ser a causa d'aquests canvis i que els fans esperaven una línia similar a la de Borrowed Time i Canterbury que no va obtenir tant èxit.
Els Diamond preparaven el seu quart àlbum, Flight East el 1984, quan el segell Mca va caure en fallida. En conseqüència, la banda no va poder editar el seu treball i va entrar en un període de crisi. I si bé els integrants originals es van reunir i van cantar amb Metallica «Helpless» i «Am I Evil? « a Birmingham, Duncan Scott i Colin Kimberley van tornar a abandonar.
En 1991 Brian Tatler i Sean Harris van decidir continuar amb la banda i van incorporar al bateria Karl Wilcox i al baixista Eddie «Chaos» Moohan. Amb aquesta nova formació, el grup va entrar en l'estudi per gravar un Ep titulat Rising Up, que contenia material rebutjat de 1978, com «Wild On The Streets». El 1992 editaven l'àlbum en directe The Friday Night Rock Show Sessions/ Live at Reading.
Després de dues gires més, Eddie «Chaos» Moohan va ser substituït per Pete Vukovic per gravar l'àlbum Death and Progress (1993), en el qual van col·laborar Dave Mustaine, de Megadeth, i Tony Iommi, de Black Sabbath. Es van vendre més de 50.000 còpies.
El 1994, Diamond Head va publicar un nou àlbum en directe, titulat Evil Live i tot seguit va desaparèixer d'escena durant un període de sis anys.
En la seua tornada a finals de 2000, Brian Tatler i Sean Harris van començar a treballar per a un nou projecte, en col·laboració amb un nou guitarrista, Floyd Brennan. El trio va editar un Ep de quatre temes, i després va realitzar un concert en el Rock Shield Festival a Burton, Trent. Les demostracions de Diamond Head havien atret una altra vegada l'interès del públic per la banda, que es va lliurar llavors a compondre de forma motivada els seus nous temes.
A començaments de 2002, van rebre una oferta del New Jersey Metal Meltdown Iv, massa generosa com per rebutjar-la, tant que Eddie Moohan i Karl Wilcox van decidir tornar. Després d'una nova gira per Anglaterra, va arribar la primera gira americana i, per fi, l'èxit anhelat massiu als Estats Units d'Amèrica.
Els fans van aconseguir sentir grans temes nous, tals com «Shine On» i «Forever 16». I després d'una altra gira per Anglaterra en setembre de 2002, van ser convidats al festival de Derbi Bloodstock. A finals de 2002 i a començaments de 2003, Diamond Head es va tancar en l'estudi per gravar el seu nou àlbum junt amb Andrew Scarth. I quan l'àlbum ja estava a punt de ser finalitzat, van tornar els problemes per a al banda: Sean Harris va decidir abandonar per iniciar una carrera com a solista. Tot i així, la resta dels integrants no es va retre i va participar en el festival de Wacken en 2003, amb l'excantant de Tygers of Pan Tang's, Jess Cox.
En 2004 Diamond Head, amb la incorporació del vocalista Nick Tart, va publicar el seu últim àlbum d'estudi, All Will Be Revealed, que reuneix un material molt diferent de l'anterior. En febrer de 2005, el grup va iniciar una gira per Europa amb Megadeth, que va resultar ser un gran èxit. En l'any 2006 van llançar l'àlbum en directe It's Electric.
Finalment van publicar el seu sisè àlbum, What's IN Your Head?, el 2007.

## Membres
- Nick Tart - vocalista
- Brian Tatler - guitarra solista
- Eddie «Chaos» Moohan - baix elèctric
- Karl Wilcox - bateria (instrument musical)
- Adrian Mills - guitarra rítmica

## Membres anteriors de la banda
- Sean Harris - vocalista, guitarra rítmica
- Floyd Brennan - guitarra
- Josh Phillips-Gorse - teclat
- Colin Kimberley - baix
- Pete Wilcox - baix
- David Williamson - baix
- Duncan Scott - bateria
- Pete Vuckovic- baix
- Robbie France - bateria

## Discografia
- Lightning to the Nations (1980)
- Borrowed Time (1982)
- Canterbury (1983)
- Death and Progress (1993)
- Evil Live (1994)
- All Will Be Revealed (2005)
- What's In Your Head (2007)

## Compilacions
- Am I Evil? (1987)
- Behold the Beginning (1991)
- Singles (1992)
- The Friday Rock Show Sessions / Live At Reading (1992)
- To Heaven From Hell (1997)
- Lightning To The Nations (1997)
- The Best Of (1999)
- Live - In The Heat Of The Night (2000)
- The Diamond Head Anthology: Am I Evil? (2004)

## Covers
Així mateix, l'esmentada banda de Thrash Metal Metallica es va encarregar de dur a terme diversos Covers, entre ells estan:
- «Am I Evil?» (Kill 'em All (versió de 1982) i Garage Inc.)
- «Helpless» (Garage Days Re-Revisited i Garage Inc.)
- «It's Electric» (Garage Inc.)
- «The Prince» (Garage Inc.)